# Палата Реуниона (Београд)
Палата „Реуниона” (Riunione Adriatica di Sicurtà) је највиши и урбанистички најнаметљивији објект на данашњем Тргу Републике у централном језгру Београда, који административно припада градској општини Стари град. Подигнут између два светска рата, за потребе тршћанског Јадранског осигуравајућег друштва, она и данас, поред бројних супротстављених ставовова о њеном изгледу, скоро један век мења власнике и кориснике, али и дање остаје препознатљиво здање на многим фотографијама са Трга Републике.

## Називи
Палата тршћанског Јадранског осигуравајућег друштва — Riunione Adriatica di Sicurtà — Палата „Реуниона“ — Палата „Истра“.

## Намена
Палата „Реуниона”, првобитно је (између два светска рата) била намењена угоститељству, становању, канцеларијском пословању, култури и забави. У њој је радило позориште, биоскоп „Уранија“ и сала за игранке.
По завршетку Другог светског рата, нове друштвене промене спроведене у СФР Југославији – национализација, укидање приватног власништва, колективизација – утицале су и на статус палате „Реунионе“ (која је преименована у палату „Истра“).
Године 1954. извршена је адаптација позоришне сале за потребе дечјег позоришта „Бошко Буха“, а већина некадашњих станова данас је адаптирана у канцеларије, а на мансарди у просторе неколико атељеа.

## Положај
Палата „Реуниона" се налази на углу Обилићевог венца и Чика Љубине улице, где безмало један век, доминира северозападним ободом најпознатијег београдског Трга Републике, коме је по многим атрибутима, као иновативни урбани феномен, осавременила визуелни идентитет на потезу између Трга Републике и Кнез Михаилове улице, почетка Чика-Љубине улице и Дунавске падине.

## Статус грађевине
Како је од њене изградње 1931. године, до данашњих дана, Палата Реунион... 
важила за грађевину нејасног визуелног и ауторског идентитета, пратиле су јер бројне резолутно негативне оцене њене урбанистичке улоге и она је до данас маргинализована...тако да се не налази у систему заштите културних споменика Београда, јер није проглашена као посебно културно добро на општини Стари град од изузетног или великог значаја, нити је сврстана у споменике културе, а ни међу дела која уживају статус претходне заштите, него се...њен значај као култирног добра...своди на сегмент Кнез Михаилове улице као шире просторне културно — историјске целине од изузетног значаја.

## Историја
Одлуку о изградњи палате, односно пословно — стамбене зграде донело је Јадранско осигуравајуће друштво, са циљем да и у Београду изгради палату истоветну мадридској испостави друштва, како би Београд као престоницу Краљевине Југославије покушала да прикључи унификујућим прото-глобалистичким процесима, смишљеним са идејом да се избришу архитектонске разлике између пословно-трговачких четврти широм Европе али и света. Градњом овакве палате инвеститор је био заинтересован, не само за велику зараду, већ и за брз повраћај средстава уложених у изградњу грандиозног објекта, што му је после неколико година и полазило за руком, ослањајући се на устаљене, а не на иновативне градитељске методе.
Палата „Реуниона” грађена је, по пројекту архитекте Ивана Белића (1887 — 1968) у периоду од 5. септембра 1929. до 10. априла 1931. године. Ово архитектонско дело Ивана Белића, убрзо по изградњи у архитектонским круговима Београда и шире постало је оспоравано, по тврдњама да он није аутор грађевине, на основу тешко проверљивих усмених сведочанства о распрострањеним махинацијама у међуратној архитектури Београда, о чему недостају чврсти материјални докази.
Белић је концептом „Реунионе“ покушао са увођењем западног модела мултифункционалне угаоне грађевине, као симбола тржишног капитализма, којом се динамизује и декларативно демократизује градски живот.
Планови за њено зидање, завршени августа 1929, одобрени су већ септембра исте године, уз одређене измене априла 1930. године. Грађење темеља започето је 5. септембра 1929, док је зидање окончано 10. априла 1931. године. Цена планираних радова од три милиона динара, која је наведена у архивској документацији, због петомесечног прекорачења извођачког рока знатно је увећана.
„Реуниона“ је прва оштећења претрпела у протестима 27. марта 1941. године, када је нападнута од демонстраната због потписивања Тројног пакта, пошто је њен део био у закупу немачког трговинског представништва, у коме је смештен тајни шпијунски пункт. Следило је убрзо друго оштећење „Реуниона“ када је палата девастирана и у нацистичком бомбардовању Београда почетком априла 1941. Ова оштећења су заједно са променом намене зграде, за време Другог светског рата једним делом санирана..
Током Другог светског рата у палати је радило Окружно руководство за Београд и Србију, познато и као „Принц Еуген” (нем. Kreisleitung „Prinz Eugen“) заједно са другим седиштима окупационаог апарат. Тако је током целог рата у палати „Реуниона“ радило десет нацистичких управа: штабна, административна, планерска, за пропаганду и штампу, правне послове, културу, здравство социјалне послове, привреду и занатство и војни реферат.

## Архитектонски изглед палате
Палата „Реунионе“ је изграђена без заобљеног угла и куле на врху, и својствена је мадридској „Реуниони“, чиме је пропуштена прилика да амбијент главног београдског трга добије на живости и пластицитету, односно да се благим заобљавањем његовог ободног крила ублажи крутост симетрично нанизаних волумена.
Ову палату карактеристерише пластички богато декорисан плашт, изведен у форми масивне мултифункционалне осмоспратнице (са партером, мезанином, шест спратова у централном делу фасаде и два у мансарди на врху) У основи сличној ћириличном слову „Г“ – две уличне фасаде грађевине секу се под правим углом. При томе површина прочеља у Чика-Љубиној улици је за скоро трећину већа од фасаде према Обилићевом венцу.
Габарити
- Укупна висина грађевине је 38,60 m, док је висина носећих (уједно и преградних) зидова палате до главног поткровног венца 31 метар, мансарде је 3,52 и крова 4,10 метра.
- Парцела на којој је изграшена је 938 квадратних метара, док њена укупна кубатура износи 38.300 m³.
- Под зградом је било 726, док је двориште заузело 212 квадратних метара, што је било у складу са тадашњим београдским просеком, према којој је грађевина могла да заузима три четвртине парцеле.
- Просечна квадратура собе, у моменту градње, износила је 25 m, а висина 3,60 m.[9]

Фасада
Репрезентативност фасаде огледа се у њеној обложености скупим материјалима – гранитом, жућкастим полираним мермером и вештачким каменом. Репрезентативност допуњуји и ренесансне традиције, на фасади са прозорским пољима усађеним у средишта квадратних прочелних травеја, међусобно одељена пластички обрађеним лезенама, које се у зони завршног венца претварају у пиластре са капителима оштрог пресека. У духу деко естетике, тракаста зидна поља између прозора мезанина пластички су двострано усечена, док је обухватни завршни парапетни венац ефектно искошен.
Унутрашњост и кров
Степенице су унутар палате покривене белим мермером (као и степеништа и ходници), док су прозори и врата израђени од храстовине. Кров и мансарда су покривени бакром.
Спајање са суседном зградом 1961. године
Од 1961. године, палата је западним калканским зидом и горњим постројењем повезана у хомогену градитељску целину са Спољнотрговинском комором архитекте Иве Куртовића, непримереног изгледа ери тадашњег догматског модернизма.